# Взрыв на заводе «Пинскдрев»
Взрыв на заводе «Пинскдрев» произошёл 25 октября 2010 года в белорусском городе Пинск. По состоянию на 3 ноября, в результате взрыва и последовавшего за ним пожара погибло 14 человек; 3 человека получили тяжёлые ранения. Инцидент стал самой крупной промышленной аварией в стране по количеству погибших за несколько последних десятилетий.

## Хронология развития событий
25 октября 2010 года около 13:00 по местному времени в цехе по производству древесно-стружечных плит СООО «Пинскдрев-ДСП» (дочернее предприятие ЗАО «Холдинговая компания „Пинскдрев“») произошёл взрыв, ставший причиной сильного пожара. Из-за взрыва произошло обрушение крыши здания (по информации с официального сайта ЗАО «Пинскдрев», колонны, балки и плиты перекрытия корпуса были выполнены из сборного железобетона) на площади около 100 м²; также обрушились стены корпуса. Сообщение о взрыве и пожаре поступило в МЧС в 13:06. Тушением пожара занималось 19 расчётов спасателей.
Всего в момент взрыва в корпусе находилось 29 человек (по другим данным, в цехе находилось 48 человек); по информации с официального сайта ЗАО «Пинскдрев», на участке топливно-древесных гранул в смене работало 5 человек. В Пинскую центральную больницу бригадами скорой помощи было доставлено 18 человек (по другим данным, 19); 15 из них были помещены в реанимацию. 14 человек получили термические ожоги III и IV степеней более 60 % поверхности тела. Два работника предприятия погибли на месте происшествия — их тела были обнаружены под завалами, ещё один скончался в ночь на 26 октября в реанимации Пинской центральной больницы. К 1 ноября в больницах Бреста и Минска оставалось 6 человек (четверо из них — в реанимации).

## Расследование причин
Министр по чрезвычайным ситуациям Белоруссии Энвер Бариев сообщил, что, по предварительным данным, причиной пожара стал пылевой взрыв. По сообщению пресс-службы МЧС РБ, отложения пыли, ставшие причиной взрыва, появились из-за нарушения правил эксплуатации оборудования по производству деревянно-топливных гранул. 3 и 4 ноября были объявлены днями скорби в Брестской области. Созданная при Совете безопасности комиссия доложит о результатах расследования 15 ноября; кроме того, «Пинскдрев» создал свою комиссию по расследованию причин взрыва и пожара. 3 ноября материалы уголовного дела, ранее возбуждённого по статье 302, части 2 Уголовного кодекса Республики Беларусь (нарушение правил производственно-технической дисциплины, правил безопасности на взрывоопасных предприятиях или во взрывоопасных цехах либо правил безопасности взрывоопасных работ), были переданы из Брестской областной прокуратуры в Генеральную прокуратуру.
В 2012 году было закончено следствие по делу и начался суд. Обвиняемые в халатности и нарушении требований пожарной безопасности — главные инженеры холдинга и предприятия Владимир Шестаков и Игорь Логвин и директор предприятия Леонид Логвин. Ещё один обвиняемый, гендиректор холдинга Лоран Аринич, после трагедии более шести лет находился в розыске. В 2014 году Аринич в интервью TUT.BY рассказал, что живет в Польше и имеет вид на жительство до 26 сентября 2023 года. Он также  сообщил, что польские власти не нашли оснований для его выдачи белорусским властям. В интервью Лоран Аринич также прокомментировал ситуацию, которую СМИ назвали попыткой властей   отобрать 32% акций  «Пинскдрева», принадлежащих бизнесмену и его семье. На октябрь 2018 года СМИ сообщают, что Лорин Аринич продолжает жить в Польше и не соглашается на амнистию, которая не является альтернативой реабилитации. Его адвокаты считают, что в случае амнистии родственники погибших и пострадавших от взрыва на «Пинскдреве» в будущем имеют право предъявлять к Лорану Ариничу иски, в том числе и материальные.

## Реакция властей
Несмотря на то что трагедия на «Пинскдрев» произошла 25 октября, президент Белоруссии Александр Лукашенко выразил соболезнования родственникам и близким погибших и пострадавших только 3 ноября, после того как некоторые СМИ выразили своё недоумение от того, что официальные лица страны никак не отреагировали на эту трагедию в первые дни.
Траур по погибшим на заводе был объявлен в Пинске 27 октября, а в Брестской области — 3—4 ноября. По всей территории Республики Беларусь траур не объявлялся.
После трагедии в 2011 году депутаты Пинского горсовета лишили Лорана Аринича звания «Почетного жителя г. Пинска».
Спустя семь лет после взрыва на «Пинскдреве» СМИ подняли тему, что большинство родственников погибших не получили часть компенсаций, положенных им по решению суда. По решению суда, была назначена компенсация за каждого погибшего по 30 млн рублей, что в эквиваленте около 3700 долларов по курсу 2012 года. Выплачивать должны были две организации: СООО «Пинскдрев-ДСП»  и ЗАО  «Холдинговая компания «Пинскдрев». На октябрь 2017 года компенсацию выплатило только ЗАО, СООО объясняет ситуацию отсутствием денег на счету. 

### Списки погибших
- Колькасць ахвяраў выбуху на «Пінскдрэве» вырасла да 14 чалавек (бел.). Наша нива. 1 ноября 2010.
- Уже 14 погибших в результате взрыва в Пинске. Хартия 97. 1 ноября 2010.